# Chang’an (Xi’an)
Der Stadtbezirk Chang’an (chinesisch 长安区, Pinyin Cháng’ān Qū) ist ein Stadtbezirk der Unterprovinzstadt Xi’an in der chinesischen Provinz Shaanxi. Er hat eine Fläche von 1456 km² und zählt 1.585.000 Einwohner (Stand: Zensus 2020).
Im Stadtbezirk befindet sich der Xingjiao-Tempel, dessen Pagode, zusammen mit der ebenfalls im Stadtbezirk befindlichen Shandao-Pagode des Xiangji-Tempels, der Pagode des Shengshou-Tempels, und der Pagode des Huayan-Tempels auf der Liste der Denkmäler der Volksrepublik China steht.

## Administrative Gliederung
Auf Gemeindeebene setzt sich der Stadtbezirk aus fünfzehn Straßenvierteln, zwei Großgemeinden und acht Gemeinden zusammen. 